# Auburn (Nueva Jersey)
Auburn es un lugar designado por el censo ubicado en el condado de Salem en el estado estadounidense de Nueva Jersey. En el Censo de 2020 tenía una población de 1057 habitantes y una densidad poblacional de 94,97 habitantes por km². Fue incluido como CDP en el censo de 2020.

## Geografía
Auburn se encuentra ubicado en las coordenadas 39°42′39″N 75°22′03″O / 39.71083, -75.36750. Según la Oficina del Censo de los Estados Unidos,  tiene una superficie total de 11,13 km², de la cual 11,01 km² corresponden a tierra firme y 0,12 km² a agua.